# Menen Asfaw
Menen Asfaw (Nome de batismo: Walatta Giyorgis; Wollo, 3 de abril de 1889 — Addis Ababa, 15 de fevereiro de 1962) é Imperatriz consorte do Império Etíope pelo casamento com o Imperador Haile Selassie.